# Coppa dei Campioni 1966-1967 (hockey su pista)
La Coppa dei Campioni 1966-1967 è stata la 2ª edizione della massima competizione europea di hockey su pista riservata alle squadre di club. 
Il torneo ha avuto inizio l'8 dicembre 1966 e si è concluso il 15 maggio 1967. 
Il trofeo venne vinto dal Reus Deportiu nella doppia finale contro il Monza.

## Squadre partecipanti
| Nazione        | Club          | Città                    | Qualificazione                                       |
| -------------- | ------------- | ------------------------ | ---------------------------------------------------- |
| Francia        | Coutras       | Coutras                  | 1º nel campionato francese 1966, campione di Francia |
| Germania Ovest | Herten        | Herten                   | 2º nel campionato tedesco 1966                       |
| Italia         | Monza         | Monza                    | 1º in Serie A 1966, campione d'Italia                |
| Portogallo     | Barreiro      | Barreiro                 | -                                                    |
| Spagna         | Reus Deportiu | Reus                     | Detentore della Coppa del Generalissimo 1966         |
| Spagna         | Voltregà      | Sant Hipòlit de Voltregà | Detentore della Coppa dei Campioni 1965-1966         |
| Svizzera       | Montreux      | Montreux                 | 1º in LNA 1966, campione di Svizzera                 |

## Risultati

### Quarti di finale
| Squadra 1     | Totale | Squadra 2 | Andata | Ritorno |
| ------------- | ------ | --------- | ------ | ------- |
| Coutras       | 10 - 8 | Herten    | 5 – 4  | 5 – 4   |
| Montreux      | 3 - 6  | Monza     | 3 – 3  | 0 – 3   |
| Reus Deportiu | 7 - 1  | Barreiro  | 3 – 1  | 4 – 0   |

### Semifinali
| Squadra 1     | Totale | Squadra 2 | Andata | Ritorno |
| ------------- | ------ | --------- | ------ | ------- |
| Reus Deportiu | 9 - 5  | Voltregà  | 6 - 4  | 3 - 1   |
| Monza         | 8 - 5  | Coutras   | 5 - 2  | 3 - 3   |

### Finale
| Squadra 1 | Totale | Squadra 2     | Andata | Ritorno |
| --------- | ------ | ------------- | ------ | ------- |
| Monza     | 6 - 9  | Reus Deportiu | 3 - 3  | 3 - 6   |